# 惠南东站
惠南东站，位于中华人民共和国上海市浦东新区惠南镇幸新路与海桥路交叉口，是上海地铁16号线的地铁车站，已于2013年12月29日启用。本站是治北车辆基地的接轨站，设置双岛四线站台，具有越行、折返功能。普通车均停靠外侧站台以避让大站车和直达车，大站车和直达车全部停运时才停靠内侧站台。
沪通二期铁路西距本站100米，在此预留一座高架车站“惠南站”。原规划该处是浦东铁路二期的主客站，地铁随之命名为“浦东火车站站”；但后来规划变更，浦东铁路客站北移至祝桥镇浦东机场西侧的上海东站，地铁车站亦最终命名为惠南东站。
2022年5月9日上午8时45分起，为配合新型冠状病毒疫情防控，车站暂停服务，直至22日恢复。

## 车站设计
本站采用高架二层四线双岛式站台，两侧均设越行线，越行线向南连接16号线治北车辆段。

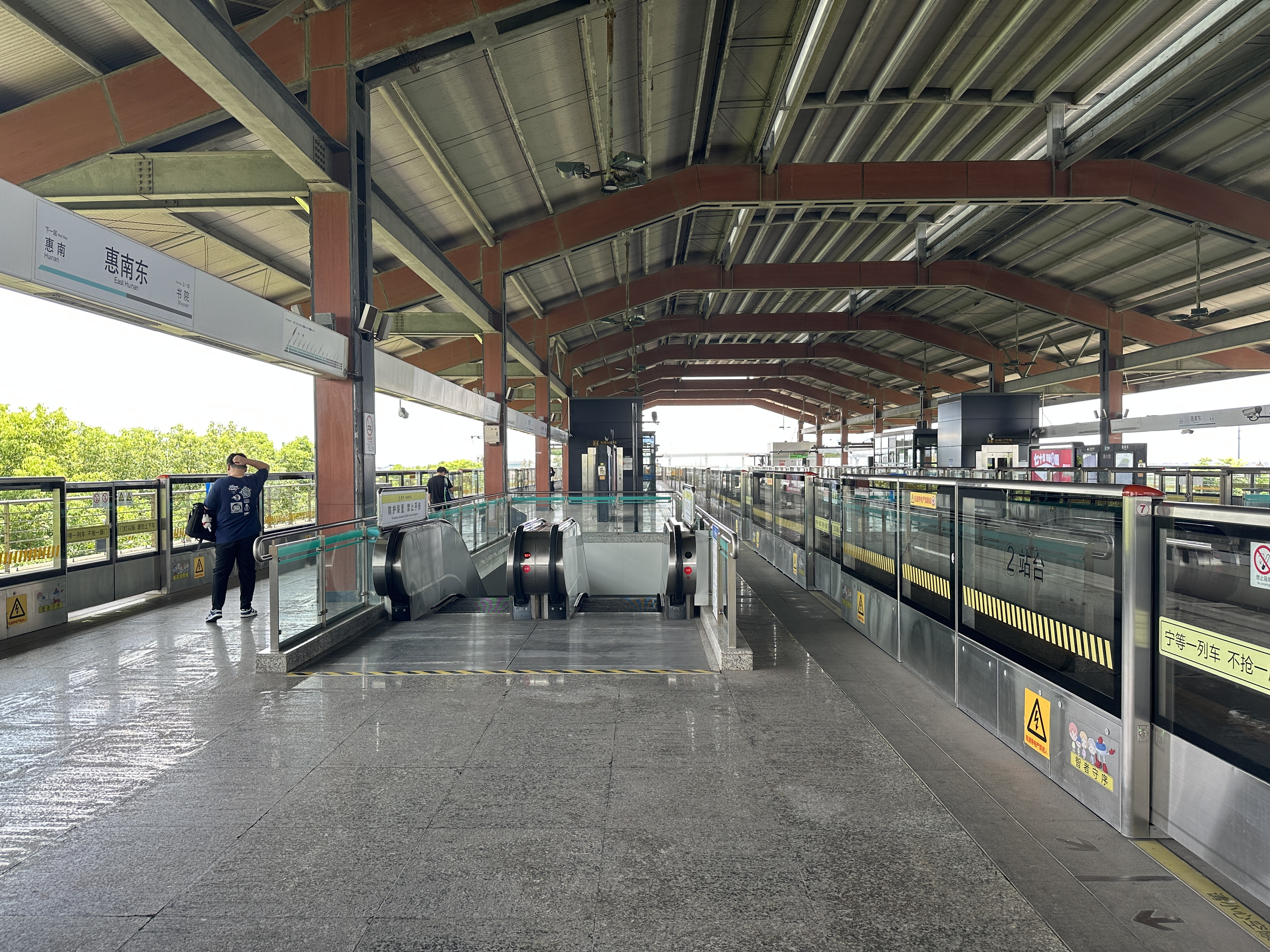
站台
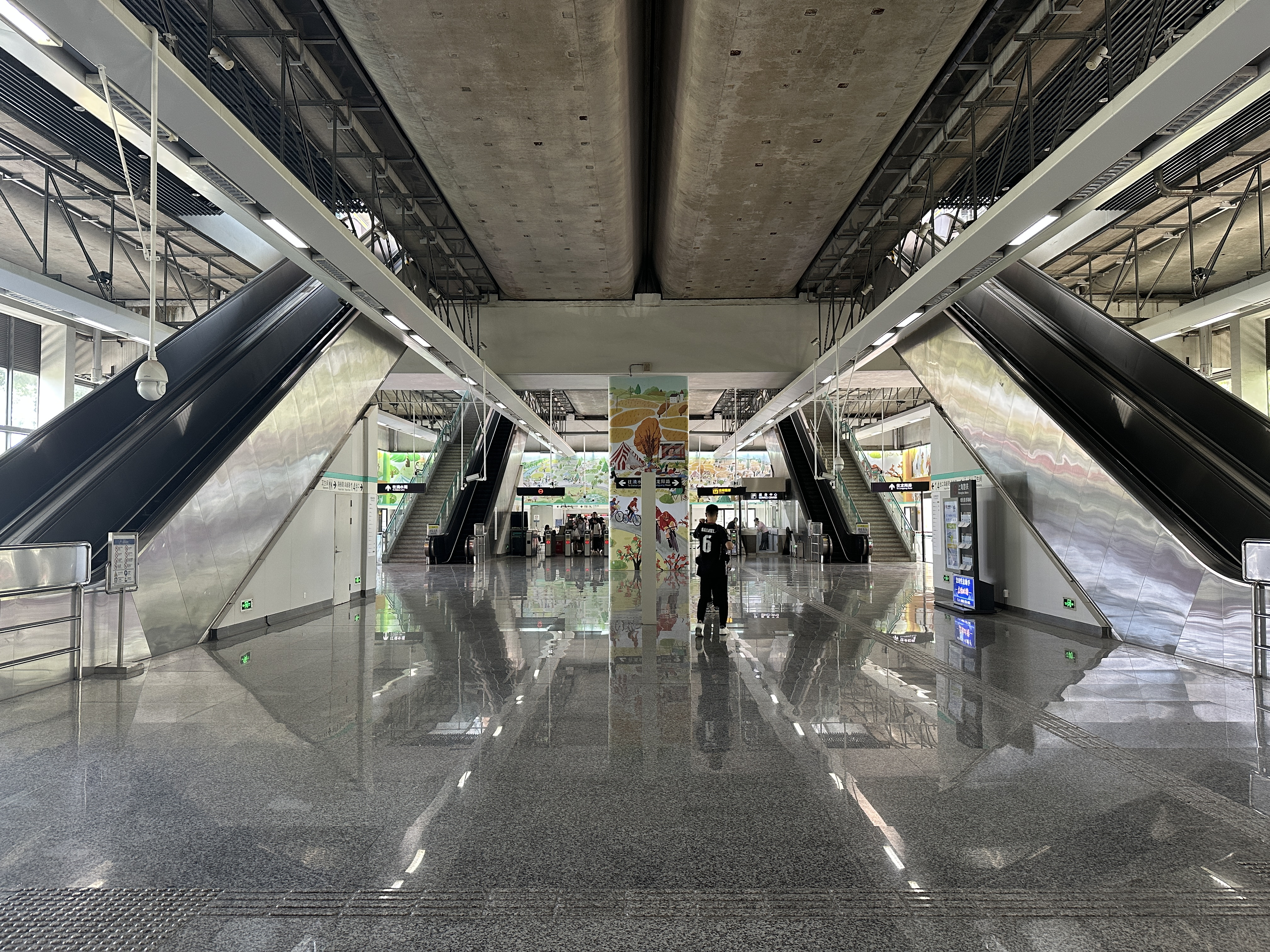
站厅

| 地上二层 |                    | █ 16号线 往龙阳路（惠南）                   |  |  |
|          | 岛式站台，左侧开门 |                                             |  |  |
|          |                    | █ 16号线 大站车、直达车通过线               |  |  |
|          |                    | █ 16号线 大站车、直达车通过线               |  |  |
|          | 岛式站台，左侧开门 |                                             |  |  |
|          |                    | █ 16号线 往滴水湖（书院）                   |  |  |
| 地面层   | 站厅及出入口       | 1-4出入口、票务服务、自动售票机、人工服务台 |  |  |

- 站台
- 站厅

## 車站出口
惠南东站目前开放2个出入口，各出入口如下所示：
| 出口编号            | 出口指示                 | 照片 |
| ------------------- | ------------------------ | ---- |
| 1 · 出口 · （设有） | 辛新路，海桥路           |      |
| 4 · 出口 · （设有） | 幸新路，海桥路，公交枢纽 |      |
| 图例： 设有         |                          |      |

## 公交换乘
| 线路名称 | 单程票价（元） | 方向               | 方向           | 备注     |
| -------- | -------------- | ------------------ | -------------- | -------- |
| 1072路   | 1              | 听潮南路宣黄公路   | （本站始发）   | 穿梭巴士 |
| 1073路   | 1              | 金光路塘路村委     | （本站始发）   | 穿梭巴士 |
| 1079路   | 1              | 镇社区卫生服务中心 | 远东村委       | 穿梭巴士 |
| 惠南3路  | 1              | 大川公路拱乐路     | 幸新路蔡家宅路 |          |

## 外部连接
- 上海地铁—惠南东站车站信息
- 维基共享资源上的相關多媒體資源：惠南东站